# Heinz Starkulla
Heinz Starkulla (* 4. Oktober 1922 in der Siedlung Borsigwerk, Oberschlesien; † 25. November 2005) war ein deutscher Zeitungswissenschaftler.

## Werdegang
Starkulla stammte aus Oberschlesien. Während des Zweiten Weltkriegs leistete er Kriegsdienst und geriet in sowjetische Gefangenschaft. Nach der Flucht nach Bayern studierte er ab 1946 in München Zeitungswissenschaft, Geschichte und Wirtschaftsgeschichte. 1951 promovierte er mit einer Arbeit über die Organisation und Technik der Pressepolitik des Staatsmannes Gustav Stresemann. Er wurde wissenschaftlicher Mitarbeiter von Karl d’Ester, dem Begründer des Münchner Instituts für Zeitungswissenschaft, an dem er fast 40 Jahre wirkte.
Für den Verband Bayerischer Zeitungsverleger konzipierte er mehrere Presseausstellungen. Von ihm stammen eine Reihe von Schriften zur bayerischen Pressegeschichte sowie der Entstehung und Entwicklung der Verlegerverbände.

## Schriften (Auswahl)
- Das Institut für Zeitungswissenschaft an der Universität München. In: Beiträge zur Zeitungswissenschaft. Festgabe für Karl d'Ester zum 70. Geburtstage von seinen Freunden und Schülern, Münster: Aschendorff 1952, S. 55–62.